# Franz Ries
Franz Ries (ur. 7 kwietnia 1846 w Berlinie, zm. 20 czerwca 1932 w Naumburgu) – niemiecki skrzypek i wydawca muzyczny.

## Życiorys
Był synem Huberta Riesa. Gry na skrzypcach uczył się u ojca oraz u Lamberta Massarta i Henriego Vieuxtemps w Konserwatorium Paryskim. Lekcje kompozycji pobierał u Friedricha Kiela. Jego krótką karierę skrzypka zakończyła 1873 roku choroba nerwowa, odtąd zajął się handlem muzykaliami i działalnością impresaryjną. W 1881 roku wspólnie z Hermannem Erlerem założył w Berlinie wydawnictwo Ries & Erler, którym kierował do 1924 roku. Publikował druki muzyczne i podręczniki.
Komponował utwory orkiestrowe, kameralne i fortepianowe oraz pieśni.